# Amazona leucocephala
El loro cubano (Amazona leucocephala), también llamado cotorra, loro de garganta rosada o amazona cubana, es una especie de ave psitaciforme de la familia Psittacidae que se encuentra en los bosques de Cuba, las Bahamas y las Islas Caimán en el Mar Caribe. Aunque se han observado loros salvajes en Puerto Rico, probablemente sean mascotas que fueron liberadas y no se ha registrado ninguna reproducción.

## Descripción
Es un loro de tamaño mediano de 28 a 33 centímetros (11 a 13 pulgadas) de largo. Es principalmente verde con algunas plumas azules en sus alas. Las plumas verdes están bordeadas por un borde terminal negro. La parte inferior de la cara, el mentón y la garganta son rosados, y la frente y el anillo ocular son blancos La extensión de los diversos colores de la cabeza, la extensión del rosa rosado en la parte superior del pecho y la extensión del rojo opaco en el abdomen varían entre las subespecies. Sus iris son de color verde oliva pálido, su pico es de color cuerno y las plumas sobre las orejas son negruzcas. Las patas son rosadas. Los jóvenes tienen poco o nada de rojo en el abdomen, menos borde negro en las plumas verdes, y algunas de las plumas en la parte superior de la cabeza pueden ser de color amarillo pálido en lugar de blanco.

## Comportamiento
Los loros cubanos en invierno se reúnen en bandadas y se dispersan en parejas durante la temporada de reproducción.

### Alimentación
Se alimenta de una serie de frutos y semillas, incluidos los frutos de las palmeras y las semillas de la caoba de las Indias Occidentales.

### Reproducción
La época de reproducción es de marzo a septiembre. Estos loros anidan en cavidades de árboles en la mayor parte de su área de distribución, con la única excepción de que los loros que viven en las Islas Ábaco anidan bajo tierra en agujeros de solución de piedra caliza, donde están protegidos de los incendios forestales de pinos. La hembra pone de dos a cuatro huevos, que incubará de 26 a 28 días.

## Subespecies
Se reconocen cuatro:
- A. l. leucocephala presente en Cuba y la Isla de la Juventud.
- A. l. bahamensis con dos poblaciones en las Bahamas, una en Ábaco y otra en Gran Inagua.
- A. l. caymanensis presente en Gran Caimán.
- A. l. hesterna presente en Caimán Brac, dentro de las islas Caimán.

## Amenazas y conservación
Debido a la tala de árboles e incendios forestales que provocan la pérdida de hábitat y el comercio ilegal como mascotas, el loro cubano está catalogado como especie casi amenazada de acuerdo con la Lista Roja de la UICN. Está protegido con una inclusión en el Apéndice I de CITES, que prohíbe el comercio internacional de loros u otras especies capturadas en la naturaleza incluidas en la lista. 